# Limp Bizkit/Auszeichnungen für Musikverkäufe

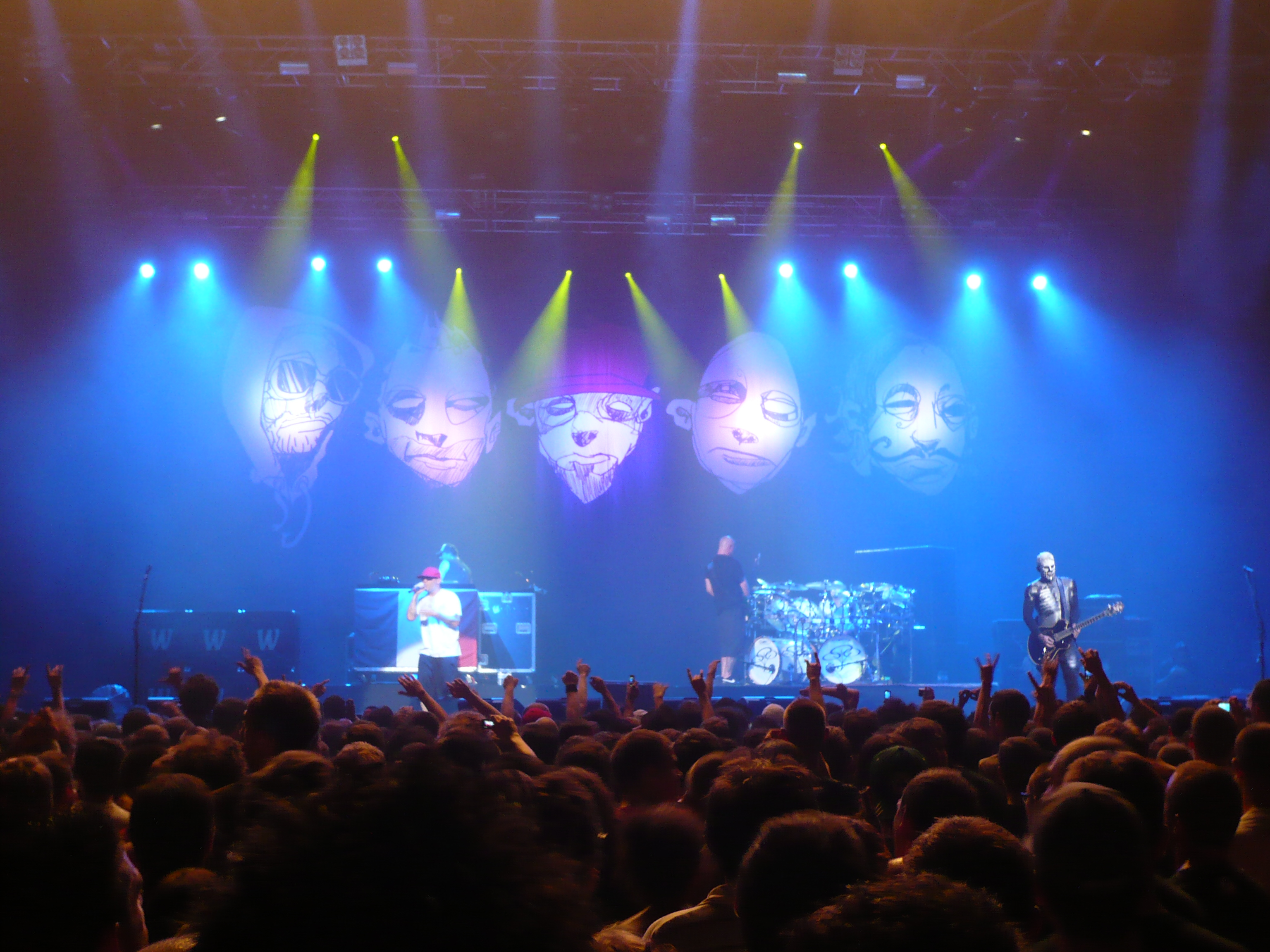
Limp Bizkit live in Paris 2009

Dies ist eine Übersicht über die Auszeichnungen für Musikverkäufe der US-amerikanischen Nu-Metal-Musikgruppe Limp Bizkit. Die Auszeichnungen finden sich nach ihrer Art (Gold, Platin usw.), nach Staaten getrennt in chronologischer Reihenfolge, geordnet sowie nach den Tonträgern selbst, ebenfalls in chronologischer Reihenfolge, getrennt nach Medium (Alben, Singles usw.), wieder.

## Auszeichnungen
| - Frankreich - 2000: für die Single Take a Look Around - Vereinigtes Königreich - 2024: für die Single My Generation - 2025: für die Single Nookie - Argentinien - 1999: für das Album Significant Other - 2000: für das Album Chocolate Starfish and the Hot Dog Flavored Water - Australien - 1999: für das Album Three Dollar Bill, Yall$ - 2001: für die Single Rollin’ - 2012: für das Album Greatest Hitz - Belgien - 2000: für die Single Take a Look Around - 2000: für das Album Significant Other - Brasilien - 2001: für das Album Chocolate Starfish and the Hot Dog Flavored Water - 2009: für die Single Take a Look Around - Chile - 2001: für das Album Chocolate Starfish and the Hot Dog Flavored Water - Dänemark - 2019: für die Single Behind Blue Eyes - 2024: für die Single Rollin’ - Deutschland - 2000: für das Album Chocolate Starfish and the Hot Dog Flavored Water - 2000: für das Album Significant Other - 2000: für die Single Take a Look Around - 2003: für das Album Results May Vary - 2011: für das Album Greatest Hitz - 2023: für das Album Gold Cobra - 2023: für die Single Rollin’ - 2024: für die Single Break Stuff - Finnland - 2000: für die Single Take a Look Around - Frankreich - 2001: für das Album Chocolate Starfish and the Hot Dog Flavored Water - Italien - 2024: für die Single Take a Look Around - 2025: für das Album Chocolate Starfish and the Hot Dog Flavored Water - Japan - 2000: für das Album Significant Other - 2003: für das Album Results May Vary - Neuseeland - 1999: für das Album Three Dollar Bill, Yall$ - 2003: für das Album Results May Vary - 2007: für das Album Greatest Hitz - Norwegen - 2004: für die Single Behind Blue Eyes - Österreich - 2000: für das Album Significant Other - 2000: für die Single Take a Look Around - 2004: für das Album Results May Vary - Polen - 2001: für das Album Chocolate Starfish and the Hot Dog Flavored Water - Russland - 2003: für das Album Results May Vary - 2011: für das Album Gold Cobra - Schweden - 2001: für das Album Chocolate Starfish and the Hot Dog Flavored Water - Schweiz - 2001: für das Album Significant Other - 2003: für das Album Results May Vary - 2004: für die Single Behind Blue Eyes - Spanien - 2001: für das Album Chocolate Starfish and the Hot Dog Flavored Water - Ungarn - 2001: für das Album Chocolate Starfish and the Hot Dog Flavored Water - Uruguay - 2001: für das Album Chocolate Starfish and the Hot Dog Flavored Water - Vereinigte Staaten - 2002: für das Album New Old Songs - 2005: für die Single Behind Blue Eyes - Vereinigtes Königreich - 2003: für das Album Results May Vary - 2013: für das Album Three Dollar Bill, Yall$ - 2020: für das Album New Old Songs - 2024: für die Single Behind Blue Eyes | - Australien - 2003: für das Album Results May Vary - 2004: für die Single Behind Blue Eyes - Belgien - 2000: für das Album Chocolate Starfish and the Hot Dog Flavored Water - Europa - 2001: für das Album Significant Other - Finnland - 2001: für das Album Chocolate Starfish and the Hot Dog Flavored Water - Japan - 2000: für das Album Chocolate Starfish and the Hot Dog Flavored Water - Kanada - 1999: für das Album Three Dollar Bill, Yall$ - Mexiko - 1999: für das Album Significant Other - Neuseeland - 2002: für das Album New Old Songs - Niederlande - 2001: für das Album Significant Other - 2001: für das Album Chocolate Starfish and the Hot Dog Flavored Water - Österreich - 2001: für das Album Chocolate Starfish and the Hot Dog Flavored Water - Schweiz - 2001: für das Album Chocolate Starfish and the Hot Dog Flavored Water - Vereinigte Staaten - 2008: für das Album Results May Vary - Vereinigtes Königreich - 2013: für das Album Significant Other - 2023: für die Single Take a Look Around - 2023: für das Album Greatest Hitz - 2024: für die Single Break Stuff - 2025: für die Single My Way - Mexiko - 2001: für das Album Chocolate Starfish and the Hot Dog Flavored Water | - Australien - 2000: für das Album Significant Other - Dänemark - 2025: für das Album Chocolate Starfish and the Hot Dog Flavored Water - Deutschland - 2023: für die Single Behind Blue Eyes - Europa - 2001: für das Album Chocolate Starfish and the Hot Dog Flavored Water - Neuseeland - 2024: für die Single Behind Blue Eyes - 2024: für die Single Rollin’ - 2024: für die Single Break Stuff - Vereinigte Staaten - 2001: für das Album Three Dollar Bill, Yall$ - Vereinigtes Königreich - 2025: für die Single Rollin’ - Neuseeland - 2000: für das Album Significant Other - Vereinigtes Königreich - 2020: für das Album Chocolate Starfish and the Hot Dog Flavored Water - Australien - 2016: für das Album Chocolate Starfish and the Hot Dog Flavored Water - Kanada - 2000: für das Album Significant Other - 2001: für das Album Chocolate Starfish and the Hot Dog Flavored Water - Neuseeland - 2001: für das Album Chocolate Starfish and the Hot Dog Flavored Water - Vereinigte Staaten - 2002: für das Album Chocolate Starfish and the Hot Dog Flavored Water - Vereinigte Staaten - 2001: für das Album Significant Other |

## Auszeichnungen nach Alben

### Three Dollar Bill, Yall$
| Land/Region                  | Auszeichnungen für Musikverkäufe (Land/Region, Auszeichnung, Verkäufe) | Verkäufe  |
| ---------------------------- | ---------------------------------------------------------------------- | --------- |
| Australien (ARIA)            | Gold                                                                   | 35.000    |
| Kanada (MC)                  | Platin                                                                 | 100.000   |
| Neuseeland (RMNZ)            | Gold                                                                   | 7.500     |
| Vereinigte Staaten (RIAA)    | 2× Platin                                                              | 2.000.000 |
| Vereinigtes Königreich (BPI) | Gold                                                                   | 100.000   |
| Insgesamt                    | 3× Gold · 3× Platin ·                                                  | 2.242.500 |

### Significant Other
| Land/Region                  | Auszeichnungen für Musikverkäufe (Land/Region, Auszeichnung, Verkäufe) | Verkäufe  |
| ---------------------------- | ---------------------------------------------------------------------- | --------- |
| Argentinien (CAPIF)          | Gold                                                                   | 20.000    |
| Australien (ARIA)            | 2× Platin                                                              | 140.000   |
| Belgien (BRMA)               | Gold                                                                   | (25.000)  |
| Deutschland (BVMI)           | Gold                                                                   | (250.000) |
| Europa (IFPI)                | Platin                                                                 | 1.000.000 |
| Japan (RIAJ)                 | Gold                                                                   | 100.000   |
| Kanada (MC)                  | 6× Platin                                                              | 600.000   |
| Mexiko (AMPROFON)            | Platin                                                                 | 150.000   |
| Neuseeland (RMNZ)            | 3× Platin                                                              | 45.000    |
| Niederlande (NVPI)           | Platin                                                                 | (80.000)  |
| Österreich (IFPI)            | Gold                                                                   | (25.000)  |
| Schweiz (IFPI)               | Gold                                                                   | (25.000)  |
| Vereinigte Staaten (RIAA)    | 7× Platin                                                              | 7.000.000 |
| Vereinigtes Königreich (BPI) | Platin                                                                 | (300.000) |
| Insgesamt                    | 6× Gold · 22× Platin ·                                                 | 9.055.000 |

### Chocolate Starfish and the Hot Dog Flavored Water
| Land/Region                  | Auszeichnungen für Musikverkäufe (Land/Region, Auszeichnung, Verkäufe) | Verkäufe  |
| ---------------------------- | ---------------------------------------------------------------------- | --------- |
| Argentinien (CAPIF)          | Gold                                                                   | 20.000    |
| Australien (ARIA)            | 5× Platin                                                              | 350.000   |
| Belgien (BRMA)               | Platin                                                                 | (50.000)  |
| Brasilien (PMB)              | Gold                                                                   | 100.000   |
| Chile (IFPI)                 | Gold                                                                   | 15.000    |
| Dänemark (IFPI)              | 2× Platin                                                              | (40.000)  |
| Deutschland (BVMI)           | Gold                                                                   | (150.000) |
| Europa (IFPI)                | 2× Platin                                                              | 2.000.000 |
| Finnland (IFPI)              | Platin                                                                 | (52.202)  |
| Frankreich (SNEP)            | Gold                                                                   | (100.000) |
| Italien (FIMI)               | Gold                                                                   | (25.000)  |
| Japan (RIAJ)                 | Platin                                                                 | 200.000   |
| Kanada (MC)                  | 6× Platin                                                              | 600.000   |
| Mexiko (AMPROFON)            | 3× Gold                                                                | 225.000   |
| Neuseeland (RMNZ)            | 6× Platin                                                              | 90.000    |
| Niederlande (NVPI)           | Platin                                                                 | (80.000)  |
| Österreich (IFPI)            | Platin                                                                 | (50.000)  |
| Polen (ZPAV)                 | Gold                                                                   | (50.000)  |
| Schweden (IFPI)              | Gold                                                                   | (40.000)  |
| Schweiz (IFPI)               | Platin                                                                 | (50.000)  |
| Spanien (Promusicae)         | Gold                                                                   | (50.000)  |
| Ungarn (MAHASZ)              | Gold                                                                   | (25.000)  |
| Uruguay (CUD)                | Gold                                                                   | 3.000     |
| Vereinigte Staaten (RIAA)    | 6× Platin                                                              | 6.000.000 |
| Vereinigtes Königreich (BPI) | 3× Platin                                                              | (900.000) |
| Insgesamt                    | 12× Gold · 37× Platin ·                                                | 9.603.000 |

### New Old Songs
| Land/Region                  | Auszeichnungen für Musikverkäufe (Land/Region, Auszeichnung, Verkäufe) | Verkäufe |
| ---------------------------- | ---------------------------------------------------------------------- | -------- |
| Neuseeland (RMNZ)            | Platin                                                                 | 15.000   |
| Vereinigte Staaten (RIAA)    | Gold                                                                   | 500.000  |
| Vereinigtes Königreich (BPI) | Gold                                                                   | 100.000  |
| Insgesamt                    | 2× Gold · 1× Platin ·                                                  | 615.000  |

### Results May Vary
| Land/Region                  | Auszeichnungen für Musikverkäufe (Land/Region, Auszeichnung, Verkäufe) | Verkäufe  |
| ---------------------------- | ---------------------------------------------------------------------- | --------- |
| Australien (ARIA)            | Platin                                                                 | 70.000    |
| Deutschland (BVMI)           | Gold                                                                   | 100.000   |
| Japan (RIAJ)                 | Gold                                                                   | 100.000   |
| Neuseeland (RMNZ)            | Gold                                                                   | 7.500     |
| Österreich (IFPI)            | Gold                                                                   | 15.000    |
| Russland (NFPF)              | Gold                                                                   | 10.000    |
| Schweiz (IFPI)               | Gold                                                                   | 20.000    |
| Vereinigte Staaten (RIAA)    | Platin                                                                 | 1.000.000 |
| Vereinigtes Königreich (BPI) | Gold                                                                   | 100.000   |
| Insgesamt                    | 7× Gold · 2× Platin ·                                                  | 1.422.500 |

### Greatest Hitz
| Land/Region                  | Auszeichnungen für Musikverkäufe (Land/Region, Auszeichnung, Verkäufe) | Verkäufe |
| ---------------------------- | ---------------------------------------------------------------------- | -------- |
| Australien (ARIA)            | Gold                                                                   | 35.000   |
| Deutschland (BVMI)           | Gold                                                                   | 100.000  |
| Neuseeland (RMNZ)            | Gold                                                                   | 7.500    |
| Vereinigtes Königreich (BPI) | Platin                                                                 | 300.000  |
| Insgesamt                    | 3× Gold · 1× Platin ·                                                  | 442.500  |

### The Unquestionable Truth (Part 1)
| Land/Region               | Auszeichnungen für Musikverkäufe (Land/Region, Auszeichnung, Verkäufe) | Verkäufe |
| ------------------------- | ---------------------------------------------------------------------- | -------- |
| Vereinigte Staaten (RIAA) | —                                                                      | 37.000   |
| Insgesamt                 | —                                                                      | 37.000   |

### Gold Cobra
| Land/Region               | Auszeichnungen für Musikverkäufe (Land/Region, Auszeichnung, Verkäufe) | Verkäufe |
| ------------------------- | ---------------------------------------------------------------------- | -------- |
| Deutschland (BVMI)        | Gold                                                                   | 100.000  |
| Russland (NFPF)           | Gold                                                                   | 10.000   |
| Vereinigte Staaten (RIAA) | —                                                                      | 16.000   |
| Insgesamt                 | 2× Gold ·                                                              | 126.000  |

## Auszeichnungen nach Singles

### Nookie
| Land/Region                  | Auszeichnungen für Musikverkäufe (Land/Region, Auszeichnung, Verkäufe) | Verkäufe |
| ---------------------------- | ---------------------------------------------------------------------- | -------- |
| Vereinigtes Königreich (BPI) | Silber                                                                 | 200.000  |
| Insgesamt                    | 1× Silber ·                                                            | 200.000  |

### Break Stuff
| Land/Region                  | Auszeichnungen für Musikverkäufe (Land/Region, Auszeichnung, Verkäufe) | Verkäufe |
| ---------------------------- | ---------------------------------------------------------------------- | -------- |
| Deutschland (BVMI)           | Gold                                                                   | 300.000  |
| Neuseeland (RMNZ)            | 2× Platin                                                              | 60.000   |
| Vereinigtes Königreich (BPI) | Platin                                                                 | 600.000  |
| Insgesamt                    | 1× Gold · 3× Platin ·                                                  | 960.000  |

### Take a Look Around
| Land/Region                  | Auszeichnungen für Musikverkäufe (Land/Region, Auszeichnung, Verkäufe) | Verkäufe  |
| ---------------------------- | ---------------------------------------------------------------------- | --------- |
| Belgien (BRMA)               | Gold                                                                   | 25.000    |
| Brasilien (PMB)              | Gold                                                                   | 30.000    |
| Deutschland (BVMI)           | Gold                                                                   | 250.000   |
| Finnland (IFPI)              | Gold                                                                   | 5.070     |
| Frankreich (SNEP)            | Silber                                                                 | 125.000   |
| Italien (FIMI)               | Gold                                                                   | 50.000    |
| Österreich (IFPI)            | Gold                                                                   | 25.000    |
| Vereinigtes Königreich (BPI) | Platin                                                                 | 600.000   |
| Insgesamt                    | 1× Silber · 6× Gold · 1× Platin ·                                      | 1.110.070 |

### Rollin’
| Land/Region                  | Auszeichnungen für Musikverkäufe (Land/Region, Auszeichnung, Verkäufe) | Verkäufe  |
| ---------------------------- | ---------------------------------------------------------------------- | --------- |
| Australien (ARIA)            | Gold                                                                   | 35.000    |
| Dänemark (IFPI)              | Gold                                                                   | 45.000    |
| Deutschland (BVMI)           | Gold                                                                   | 250.000   |
| Neuseeland (RMNZ)            | 2× Platin                                                              | 60.000    |
| Vereinigtes Königreich (BPI) | 2× Platin                                                              | 1.200.000 |
| Insgesamt                    | 3× Gold · 4× Platin ·                                                  | 1.590.000 |

### My Generation
| Land/Region                  | Auszeichnungen für Musikverkäufe (Land/Region, Auszeichnung, Verkäufe) | Verkäufe |
| ---------------------------- | ---------------------------------------------------------------------- | -------- |
| Vereinigtes Königreich (BPI) | Silber                                                                 | 200.000  |
| Insgesamt                    | 1× Silber ·                                                            | 200.000  |

### My Way
| Land/Region                  | Auszeichnungen für Musikverkäufe (Land/Region, Auszeichnung, Verkäufe) | Verkäufe |
| ---------------------------- | ---------------------------------------------------------------------- | -------- |
| Vereinigtes Königreich (BPI) | Platin                                                                 | 600.000  |
| Insgesamt                    | 1× Platin ·                                                            | 600.000  |

### Behind Blue Eyes
| Land/Region                  | Auszeichnungen für Musikverkäufe (Land/Region, Auszeichnung, Verkäufe) | Verkäufe  |
| ---------------------------- | ---------------------------------------------------------------------- | --------- |
| Australien (ARIA)            | Platin                                                                 | 70.000    |
| Dänemark (IFPI)              | Gold                                                                   | 45.000    |
| Deutschland (BVMI)           | 2× Platin                                                              | 600.000   |
| Neuseeland (RMNZ)            | 2× Platin                                                              | 60.000    |
| Norwegen (IFPI)              | Gold                                                                   | 5.000     |
| Schweiz (IFPI)               | Gold                                                                   | 25.000    |
| Vereinigte Staaten (RIAA)    | Gold                                                                   | 500.000   |
| Vereinigtes Königreich (BPI) | Gold                                                                   | 400.000   |
| Insgesamt                    | 5× Gold · 5× Platin ·                                                  | 1.705.000 |

## Statistik und Quellen
| Land/RegionAuszeichnungen für Musikverkäufe (Land/Region, Auszeichnungen, Verkäufe, Quellen) | Silber     | Gold       | Platin       | Verkäufe    | Quellen                                                        |
| -------------------------------------------------------------------------------------------- | ---------- | ---------- | ------------ | ----------- | -------------------------------------------------------------- |
| Argentinien (CAPIF)                                                                          | —          | 2× Gold2   | —            | 40.000      | capif.org.ar (Memento vom 6. Juli 2011 im Internet Archive)    |
| Australien (ARIA)                                                                            | —          | 3× Gold3   | 9× Platin9   | 735.000     | aria.com.au                                                    |
| Belgien (BRMA)                                                                               | —          | 2× Gold2   | Platin1      | 100.000     | ultratop.be                                                    |
| Brasilien (PMB)                                                                              | —          | 2× Gold2   | —            | 130.000     | pro-musicabr.org.br BR2                                        |
| Chile (IFPI)                                                                                 | —          | Gold1      | —            | 15.000      | Einzelnachweise                                                |
| Dänemark (IFPI)                                                                              | —          | 2× Gold2   | 2× Platin2   | 130.000     | ifpi.dk                                                        |
| Deutschland (BVMI)                                                                           | —          | 8× Gold8   | 2× Platin2   | 2.100.000   | musikindustrie.de                                              |
| Europa (IFPI)                                                                                | —          | —          | 3× Platin3   | (3.000.000) | ifpi.org                                                       |
| Finnland (IFPI)                                                                              | —          | Gold1      | Platin1      | 57.272      | ifpi.fi                                                        |
| Frankreich (SNEP)                                                                            | Silber1    | Gold1      | —            | 225.000     | infodisc.fr snepmusique.com                                    |
| Italien (FIMI)                                                                               | —          | 2× Gold2   | —            | 75.000      | fimi.it                                                        |
| Japan (RIAJ)                                                                                 | —          | 2× Gold2   | Platin1      | 400.000     | riaj.or.jp                                                     |
| Kanada (MC)                                                                                  | —          | —          | 13× Platin13 | 1.300.000   | musiccanada.com                                                |
| Mexiko (AMPROFON)                                                                            | —          | Gold1      | 2× Platin2   | 375.000     | amprofon.com.mx                                                |
| Neuseeland (RMNZ)                                                                            | —          | 3× Gold3   | 16× Platin16 | 352.500     | aotearoamusiccharts.co.nz NZ2                                  |
| Niederlande (NVPI)                                                                           | —          | —          | 2× Platin2   | 160.000     | nvpi.nl                                                        |
| Norwegen (IFPI)                                                                              | —          | Gold1      | —            | 5.000       | ifpi.no (Memento vom 5. November 2012 im Internet Archive)     |
| Österreich (IFPI)                                                                            | —          | 3× Gold3   | Platin1      | 115.000     | ifpi.at                                                        |
| Polen (ZPAV)                                                                                 | —          | Gold1      | —            | 50.000      | olis.pl                                                        |
| Russland (NFPF)                                                                              | —          | 2× Gold2   | —            | 20.000      | 2m-online.ru                                                   |
| Schweden (IFPI)                                                                              | —          | Gold1      | —            | 40.000      | sverigetopplistan.se                                           |
| Schweiz (IFPI)                                                                               | —          | 3× Gold3   | Platin1      | 120.000     | hitparade.ch                                                   |
| Spanien (Promusicae)                                                                         | —          | Gold1      | —            | 50.000      | elportaldemusica.es                                            |
| Ungarn (MAHASZ)                                                                              | —          | Gold1      | —            | 25.000      | slagerlistak.hu                                                |
| Uruguay (CUD)                                                                                | —          | Gold1      | —            | 3.000       | cudisco.org (Memento vom 16. Februar 2005 im Internet Archive) |
| Vereinigte Staaten (RIAA)                                                                    | —          | 2× Gold2   | 16× Platin16 | 17.053.000  | riaa.com                                                       |
| Vereinigtes Königreich (BPI)                                                                 | 2× Silber2 | 4× Gold4   | 10× Platin10 | 5.600.000   | bpi.co.uk                                                      |
| Insgesamt                                                                                    | 3× Silber3 | 50× Gold50 | 80× Platin80 |             |                                                                |